# Eucteniza atoyacensis
Eucteniza atoyacensis är en spindelart som beskrevs av Bond och Brent D. Opell 2002. Eucteniza atoyacensis ingår i släktet Eucteniza och familjen Cyrtaucheniidae. Inga underarter finns listade i Catalogue of Life.